# 다비드 루이스
다비드 루이스 모레이라 마리뉴(포르투갈어: David Luiz Moreira Marinho, 1987년 4월 22일 ~ )는 브라질의 축구 선수로, 포지션은 센터백이며, 현재 브라질 캄페오나투 브라질레이루 세리이 A의 플라멩구 소속이다.

## 클럽 경력

### 벤피카
다비드 루이스는 지난 2011년 1월 2650만파운드의 이적료와 함께 첼시로 이적했다. 벤피카에서 뛰는 동안 올해의 선수에도 1차례 선정된 바 있다.
벤피카에서는 PSG에서 같이 뛰었던 디 마리아와 첼시에서도 같이 뛰었던 하미레스와 팀이었다.

### 첼시
2011년 1월 31일 네마냐 마티치가 겨울 이적 시장 마지막에 벤피카에 합류하였으며, 이와 함께 21,300,000파운드(한화 38,205,384,000원, 2011년 2월 6일 환율기준)에 다비드 루이스의 첼시로의 이적을 완료하였다.3시즌 동안 그는 첼시의 주축선수가 되었다.
첼시는 벤피카에서 같이 뛰었던 하미레스를 영입해 다비드 루이스와 같이 뛰게하였다.

### 파리 생제르맹
2013년 무리뉴 감독이 다시 첼시 지휘봉을 잡았다. 무리뉴는 게리 케이힐을 선호하자 후보선수로 전락한다. 2014년 1월 이적시장에서 FC바르셀로나, 바이에른 뮌헨 이적설이 있었지만 이적하지 않았다. 2014년 6월 14일에 파리 생제르망과 4000만 파운드(약 691억원) 이상의 이적료와 5년 계약을 맺고 이적하였다. 등번호는 32번을 부여받았다.

### 첼시복귀
2016년 9월 1일(한국시각)에 수비수를 애타게 찾던 첼시는 게리 케이힐, 존 테리의 노쇠화, 커트 조우마가 부상에 시달리고 있고, 나폴리의 칼리두 쿨리발리, AC 밀란의 알레시오 로마뇰리 영입이 모두 수포로 돌아가자 여름 이적시장 마감 직전에 다비드 루이스를 2년 만에 다시 영입하였다.

### 아스널
2019년 8월 8일, 아스널로 이적했다.

## 국가대표팀 경력
그는 2007년 FIFA U-20 월드컵 브라질 U-20 대표로 첫 출전하였다. SL 벤피카의 호의로, 2010년 8월 10일에 열린 미국과의 친선 경기(브라질이 2-0으로 승리)에서 브라질 대표로 첫 출전하였다. 이는 브라질 대표팀 감독이 둥가에서 마노 메네제스 로 변경된 후에 발탁된 것이다.
2014년 FIFA 월드컵에서는 2골을 넣으며 활약했지만, 본연의 임무인 수비를 망각해가면서까지 득점에 집착했으며, 특히 8강전에서 네이마르가 척추 부상을 입어 그 이후 경기에 출전할 수 없게 되자 네이마르를 대신하기 위해 더욱 골에 집착하는 모습을 보였다. 결국 이러한 다비드 루이스의 행동 때문에 브라질은 준결승전과 3·4위전 두 경기 합쳐서 10점에 달하는 실점을 당했다. 즉, 준결승전에서 독일에게 7점, 3·4위전에서 네덜란드에게 3점을 각각 실점하고 만 것이다. 이 때문에 결국 공격수 프레드와 함께 2014년 FIFA 월드컵의 최악의 선수로 선정되는 수모를 당했다.

## 경력
- 2007년 FIFA U-20 월드컵 국가대표
- 2011년 코파 아메리카 국가대표
- 2013년 FIFA 컨페더레이션스컵 국가대표
- 2014년 FIFA 월드컵 국가대표
- 2015년 코파 아메리카 국가대표

## 수상
SL 벤피카
- 프리메이라리가: 2009-10
- 리그 컵: 2008-09, 2009-10

 첼시
- 프리미어리그 : 2016-17
- FA컵 : 2011-12, 2017-18
- UEFA 챔피언스리그 : 2011-12
- UEFA 유로파리그 : 2012-13, 2018-19

 파리 생제르맹
- 리그 1 : 2014-15, 2015-16
- 쿠프 드 프랑스 : 2014-15, 2015-16
- 쿠프 드 라 리그 : 2014-15, 2015-16
- 트로페 데 샹피옹 : 2015, 2016

 아스날
- FA컵 : 2019-20
- 커뮤니티 쉴드 : 2020

 플라멩구
- 코파 두 브라실 : 2022
- 코파 리베르타도레스 : 2022
- 캄페오나투 카리오카 : 2024

 브라질
- FIFA 컨페더레이션스컵 : 우승 (2013)

개인
- FIFA 클럽 월드컵 : 실버볼 (2012)
- FIFA/FIFPro 월드 베스트 XI : 2014
- 남아메리카 올해의 팀 : 2022
- 코파 리베르타도레스 시즌의 팀 : 2022
- ESM 올해의 팀 : 2016-17
- PFA 올해의 팀 : 2016-17
- 리그 1 올해의 팀 : 2014-15, 2015-16
- FIFA 월드컵 드림팀 : 2014
- UEFA 유로파리그 시즌의 스쿼드 : 2018-19